# Famille Bisagni
La famille Bisagni (ou Bisagna, plus rarement Bisagno) est une famille de la noblesse sicilienne établie à Messine dont les origines se situent à Gênes. La filiation remonte au XVIe siècle et notamment pendant le siècle génois.

## Origines
La première apparition du nom Bisagni remonte à 1232 à Gênes, par un certain Eurico di Bisagni. La famille contemporaine est issue du croisement de quatre familles nobles de Sicile,: Bisagni, Balsamo (anciens sénateurs de Messine dont la filiation remonte en 1419), Faraone (anciens sénateurs de Messine en 1537), et Della Valle (anciens sénateurs de Catane en 1505 et 1507).
Le nom Bisagni viendrait de la contraction des deux mots latins Bis et Agni, signifiant deux agneaux, représentés dans la coiffe en bandoulière du blason familial. L'ancre serait le rappel de l'origine portuaire de la ville de Messine. Le nom du fleuve Bisagno à Gênes ou de la danse traditionnelle Bisagna pourraient en être inspirés.

## Armes
Scudo rosso a due bande d'oro, caricate ciascuna da un agnello coricato di nero, accompagnate nel cuore da un’ancora d'argento, posta in banda ,.
(traduit en français par : Bouclier rouge avec deux bandes d'or, chacune ornée d'un agneau étendu en noir, accompagnées au cœur d'une ancre d'argent coiffée en bandoulière).

## Personnalités
Un certain Francesco Bisagni devient chevalier de l'ordre de Malte en 1627. Il publie en 1642 un traité sur la peinture italienne qui lui vaudra d’avoir son nom dans le « dictionnaire des personnes illustres et célèbres » publié en 1822. Un poème de Bernardino Martirano à sa gloire est rédigé en 1631 et conservé au musée de l'ordre de Saint-Jean à Londres où figure une autre version des armes de la famille.
Parmi les membres contemporains de la famille figurent par exemple :
- Alessandro Bisagni, président et fondateur de la Bisagni Environmental Entreprise (BEE incorporation)[9] œuvrant dans plus d'une cinquantaine de pays[10] et considérée comme l'une des principales entreprises de développement durable à Hong Kong[11];
- Gianfranco Bisagni, directeur général de la branche Europe centrale de la banque italienne Unicredit[12],[13].
- Anne Bisagni-Faure, rectrice de la région académique Nouvelle-Aquitaine et rectrice de l'académie de Bordeaux depuis juillet 2019[14], et anciennement rectrice de l'académie de Toulouse;
- Getty Bisagni, peintre et sculpteur italien[15] de l'École Nationale Supérieure des Beaux-Arts, ayant exposé à la Pace Gallery en 1978 et dans le monde entier[16];
- Domenico Bisagni (surnommé "Nick"), boxeur américain émérite ayant participé notamment aux Golden Gloves en 1927[17];
- Jacopo Bisagni, maître de conférences à l'université de Galway[18], chercheur au CNRS[19] et rédacteur de nombreux ouvrages universitaires[20],[21];
- Émile Bisagni, ancien chercheur de chimie au CNRS et docteur en sciences[22], directeur de plusieurs thèses[23] et auteur de plus d'une centaine de publications, brevets ou contributions[24].